# Тондым
Тондым — река в России, протекает по территории Кондинского района Ханты-Мансийского автономного округа. Устье реки находится в 17 км по правому берегу реки Камы. Длина реки — 68 км, площадь водосборного бассейна — 374 км².

## Данные водного реестра
По данным государственного водного реестра России относится к Иртышскому бассейновому округу, водохозяйственный участок реки — Конда, речной подбассейн реки — Конда. Речной бассейн реки — Иртыш.
Код объекта в государственном водном реестре — 14010600112115300018089.